# Kivérző szerelem
A Kivérző szerelem (eredeti cím: Love Lies Bleeding) 2024-es brit–amerikai romantikus filmthriller, melyet Rose Glass rendezett a Weronika Tofilska-val közösen írt forgatókönyv alapján. A főbb szerepekben Kristen Stewart, Katy O’Brian, Jena Malone, Anna Baryshnikov, Dave Franco és Ed Harris látható.
Amerikában 2024. március 8-án jelent meg a mozikban. Magyarországon a Mozinet mutatta be július 18-án.

## Cselekmény
Amerikai Egyesült Államok, 1989: Az ambiciózus Jackie Oklahomából Las Vegasba tart, hogy részt vegyen egy testépítő versenyen. Amikor a biszexuális és hajléktalan fiatal nő megáll egy kisvárosban, megismerkedik a visszahúzódó edzőterem vezetőjével, Lou-val. Miután Jackie kiáll a nyíltan leszbikus Lou mellett egy másik testépítővel való küzdelemben, a két nő egymásba szeret, és egy párt alkotnak. Anélkül, hogy ismerné Lou bűnöző családjának hátterét, Jackie ezzel egyidejűleg pincérnőként kezd el dolgozni Lou apjának, idősebb Lou-nak a lövészklubjában. Hogy megkapja ezt a munkát, tudtán kívül lefekszik Lou sógorával, JJ-vel. Lou figyelmezteti Jackie-t, ne vállalja el a munkát, mert az apja veszélyes. Többek között az FBI is nyomoz utána, és próbálja bevonni Lou-t a nyomozásba, de nem jár sikerrel. A lány ugyanis megszakította a kapcsolatot az apjával, míg az anyja már tizenkét évvel ezelőtt elhagyta idősebb Lou-t, és azóta lenyomozhatatlan.
Lou a testépítői karrierje elősegítésére doppingszerekkel látja el Jackie-t. Ők ketten azt tervezik, hogy együtt utaznak a Las Vegas-i versenyre. Jackie később Kaliforniába szeretne menni. Ugyanakkor találkozik a kiszámíthatatlan idősebb Lou-val, aki megtanítja őt lőni. Lou bemutatja új barátnőjét a nővérének, Bethnek és férjének, JJ-nek. Jackie és JJ egyéjszakás kalandjára fény derül, ami megbántja Lou-t. Amikor JJ nem sokkal később megveri Beth-t, Jackie válaszul megöli őt. Lou segít neki eltüntetni a holttestet és az autót egy távoli sivatagi kanyonban, amelyet idősebb Lou már gyakran használt ugyanerre a célra. A Lou által Molotov-koktéllal meggyújtott tűz és a keletkező füstoszlop a helyszínre vezeti az FBI-t, akik a zord terepen további holttesteket fedeznek fel.
Lou testépítői karrierjének elősegítése érdekében az események akkor csúcsosodnak ki, amikor Jackie Lou akarata ellenére egyedül utazik Las Vegasba, és egy fejbeveréssel megsebesíti őt. Jackie elhányja magát a verseny színpadán, téveszméi támadnak, és megveri egy versenyzőtársát. Idősebb Lou később kihozza a börtönből, Lou pedig vonakodva tölti az időt a leszbikus Daisyvel, akivel véletlenül találkozott JJ holttestének eltüntetése közben. Jackie Lou szeme láttára lövi le a nemkívánatos tanút, állítólag idősebb Lou nevében. Daisyt egy szőnyegbe csavarja, és el tudja rejteni a bűntényt az érkező FBI elől, akik arról faggatják, hogy mit találtak a kanyonban. Miután Lou megfenyegeti az apját, sikertelenül a helyi rendőrt a nőre uszítja, hogy megölje, és elrabolja Jackie-t. A film végén Lou-nak sikerül kiszabadítania Jackie-t és legyőzni az apját. Bár lehetősége van rá, Lou nem öli meg az apját, hanem az érkező FBI-ra hagyja. Lou és Jackie elmenekül a városból. Amikor Lou rájön, hogy a kisteherautó hátuljába rakott Daisy még életben van, megfojtja, miközben Jackie alszik. Lou a holttestet a sivatagban tünteti el.

## Szereplők
| Szerep                | Színész          | Magyar hang   |
| --------------------- | ---------------- | ------------- |
| Louise "Lou" Langston | Kristen Stewart  | Csuha Borbála |
| Jackie Cleaver        | Katy O’Brian     | Nagy Katica   |
| Beth Langston         | Jena Malone      | Mezei Kitty   |
| Daisy                 | Anna Baryshnikov | Koller Virág  |
| JJ                    | Dave Franco      | Ágoston Péter |
| idősebb Lou Langston  | Ed Harris        | Epres Attila  |
| O'Riley               | Orion Carrington | Szatory Dávid |
| Billy                 | Eldon Jones      | Endrődy Regő  |

### Magyar változat
- Magyar szöveg: Egressy G. Tamás
- Hangmérnök: Soltész Márton és Kis Pál
- Vágó: Kis Pál
- Gyártásvezető: Farkas Márta
- Szinkronrendező: Nikodém Gerda
- Produkciós vezető: Fodor Eszter

A szinkront a MAHIR Szinkron Kft. készítette el.

## A film készítése
A Kivérző szerelem az A24 és a Film4 koprodukciójában készül. Ez a második film, amelyet Rose Glass angol filmrendező rendezett. Kristen Stewart először 2022 márciusában beszélt arról, hogy részt vesz a filmben, mivel rajongott Glass előző munkájáért, a Saint Maud (2019) című filmért; a szereposztását áprilisban erősítették meg. Anna Baryshnikov, Katy O’Brian, Dave Franco, Ed Harris és Jena Malone júniusban csatlakozott a szereplőgárdához. O’Brian egy interjúban elmondta, hatszor kellett meghallgatáson részt vennie a szerepre, ami az első főszerepe lett.
A forgatás 2022 júniusában kezdődött az új-mexikói Albuquerque-ben. A film készítése 2022 augusztusára fejeződött be.

## Bemutató
A film világpremierje a 2024-es Sundance Filmfesztivál éjféli szekciójában volt 2024. január 20-án, majd európai premierje február 18-án a 74. Berlini Nemzetközi Filmfesztiválon volt a Berlinale Special Gala szekciójában. A brit premierre a Glasgow-i Filmfesztiválon került sor február 28-án.
A filmet az A24 2024. március 8-án öt mozivásznon mutatta be New Yorkban és Los Angelesben, majd március 15-én széles körben is megjelent. A Lionsgate UK 2023 novemberében szerezte meg a film brit forgalmazási jogait, és 2024. május 3-án került az Egyesült Királyságban a mozikba.